# Научно-исследовательский институт гуманитарных наук и исследований в области культуры (Иран)

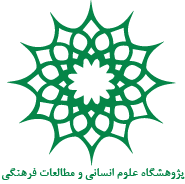
Эмблема Научно-исследовательского института гуманитарных наук и исследований в области культуры Ирана

Научно-исследовательский институт гуманитарных наук и исследований в области культуры (перс. پژوهشگاه علوم انسانی و مطالعات فرهنگی‎) был создан в Иране в 1981 году.

## История
После победы Исламской революции, по постановлению правительства Ирана, в 1981 г. произошло слияние 12 научных учреждений, каждое из которых в той или иной степени занималось исследовательской деятельностью в различных областях. В результате была создана и начала свою работу подчиняющаяся Министерству культуры и высшего образования организация под названием «Институт исследований в области культуры».
В 1990 г. после ряда структурных преобразований Совет по распространению высшего образования присвоил Институту исследований в области культуры статус «научно-исследовательского института»: его организационная структура была окончательно утверждена в июне 1993 г. Государственным агентством по делам учреждений и занятости населения. В 1994 г., стремясь подчеркнуть гуманитарную направленность исследований института, его Высший совет избрал для него название «Научно-исследовательский институт гуманитарных наук и исследований в области культуры». Это название было утверждено Советом по распространению высшего образования. В настоящее время директором института является Хусейн-Али Кобади.
Институт представляет собой исследовательское учреждение, основной функцией которого являются изыскания в области гуманитарных наук (литературы, истории, философии, религиоведения, мусульманского мистицизма, языкознания, социологии, сравнительной экономики, политологии и т. д.), а также изучение различных культур. В настоящий момент институт является крупнейшим научно-исследовательским учреждением страны, специализирующимся на гуманитарных науках, а также изучении устойчивой ирано-мусульманской культуры.

## Цели и задачи института
— ведение исследований в сфере гуманитарных наук и культуры
— обучение опытных кадров и студентов, а также подготовка исследователей в области различных гуманитарных наук

## Научные подразделения и исследовательские группы
В настоящее время в институте ведут работу в области различных гуманитарных наук 11 подразделений:
Отдел языка и литературы  (исследовательские группы: Сектор общих проблем, Сектор литературы, Сектор междисциплинарных исследований, Сектор переводов и Сектор практической социологии).
Отдел истории Ирана (экономическая история Ирана, социальная история Ирана, история культуры, политическая история Ирана).
Отдел сравнительных исследований в области экономики и управления (экономическая мысль, сравнительная экономика, экономические уклады, практическое управление, наука и исследование, управление в сфере культуры).
Отдел социологических исследований (теоретическая культурная социология, изучение проблем социологии и психологии в Иране, историческая социология Ирана, исламско-иранская цивилизация и культура, изучение процессов развития, безопасность и общество, проблемы женщин).
Отдел языкознания (языковая теория и практика, междисциплинарные исследования).
Отдел изучения культуры и коммуникации (теория политики, практические исследования в области культуры и коммуникации, междисциплинарные исследования в области культуры и коммуникации).
Отдел изучения политической мысли, исламской революции и исламской цивилизации (теория политики, политическая практика, международные отношения, философия политики, теория исламской революции, исламская цивилизация).
Отдел современной философии (сравнительные исследования в области мусульманского мистицизма, коранистика и хадисоведение, современная исламская философия, философия для детей, калам и философия религии).
Отдел изучения стран Запада и истории науки (история западной цивилизации, религия и культура современных стран Запада, футурология, история науки и цивилизации, логика, методология, философия науки и техники).
Отдел этики и воспитания (изучение общих вопросов этики, практические исследования в области этики, философия образования и воспитания, психология).
Отдел сравнительного изучения права (криминология и профилактика преступлений, право в области масс-медиа, философия и право, семейное право, интеллектуальное право, критические исследования прав человека, право и экономика).

## Дополнительное образование
На сегодняшний день в рамках реализации программ дополнительного образования институт успешно создал 12 направлений магистратуры и 10 направлений аспирантуры.

## Направления магистратуры
Персидский язык и литература, общая лингвистика, история Ирана исламского периода, древние языки и культура, религия и мусульманский мистицизм, западная философия, исламская философия и калам, арабский язык и литература, экономические науки, социологические науки, религия и масс-медиа, управление в сфере масс-медиа.

## Направления аспирантуры
политические науки, общая лингвистика, древние языки и культура, персидский язык и литература, философия науки и технологий, история науки исламской эпохи, исламская революция и цивилизация, история постреволюционного Ирана, трансцендентная философия, философия религии.
На сегодняшний день основным подходом в области дополнительного образования, осуществляемого в институте, является постепенное смещение акцентов в сторону программ, ориентированных на научные исследования. Сегодня институт издаёт 20 научных журналов, тематически связанных с исследованиями его отделов и секторов.

## Прочие подразделения института
Центральная библиотека. Была сформирована в 1982 г. путём слияния ряда собраний и на сегодняшний день располагает одним из крупнейших в стране фондов в области гуманитарных наук. Фонд библиотеки превышает 100 000 единиц (ок. 45 000 единиц на персидском и турецком языках, ок. 55 000 — на английском, французском, немецком, русском и пр. языках).
Центр изучения имама Али. Основной задачей создания этого центра является выявление и представление мировому сообществу социальных аспектов теоретического и практического учения имама Али с целью продвижения в сторону общества, основанного на принципах имама Али.
Центр документов, посвящённых вопросам культуры Азии. Этот центр был создан в Тегеране в 1976 г. с целью собирания, классификации и публикации сведений, содержащихся в документах, посвящённых вопросам культуры, поощрения и поддержки исследований культуры народов Азии, обучения исследователей в данной области, а также распространения среди различных народов понятий из области культуры.